# 地福寺 (奈良市)
地福寺（じふくじ）は、奈良県奈良市北椿尾町にある融通念仏宗の寺院。山号は医王山。本尊は十一面観音立像。
由緒は不詳。津藩の藩政史料である『宗国史』には、寛永12年（1635年）の寺院明細帳によると、北椿尾の融通念仏宗地福寺の檀徒が304人であったとの記録が残されている。

## 文化財
- 二十五菩薩来迎図 - 宝永7年（1710年）の裏書きがある[4]。

## 交通
- 奈良交通バス高樋町バス停下車[1]